# Fidena fumifera
Fidena fumifera är en tvåvingeart som först beskrevs av Walker 1854.  Fidena fumifera ingår i släktet Fidena och familjen bromsar. Inga underarter finns listade i Catalogue of Life.